# Amyr Klink

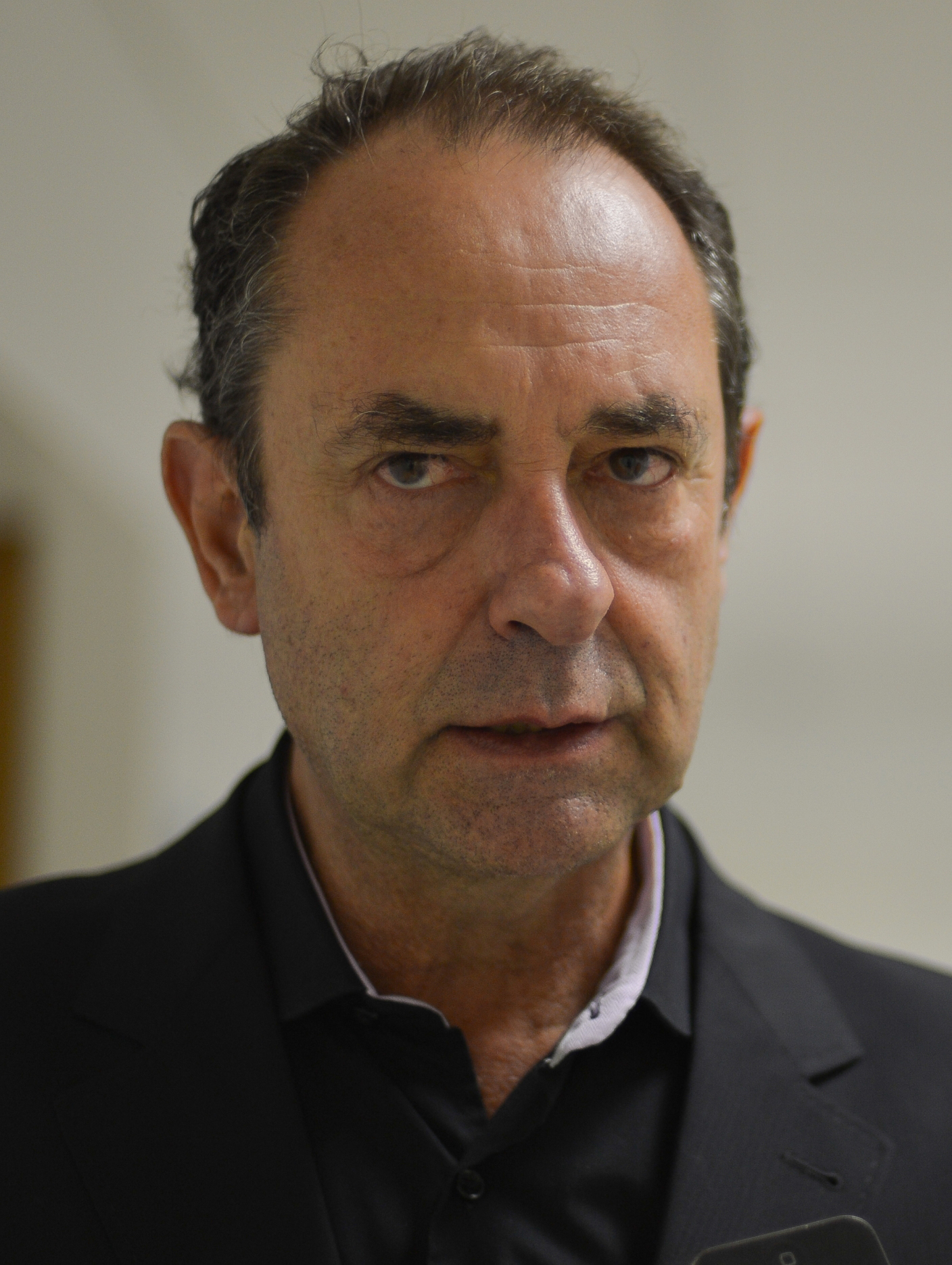
Amyr Klink.

Amyr Klink (São Paulo, 25 de septiembre de 1955) es un explorador, marinero y escritor brasileño. En uno de sus proyectos, titulado "Antártida 360", se encargó de circunnavegar el continente antártico por su cuenta en 79 días en 1998.
Klink ha escrito siete libros sobre sus viajes, incluyendo Entre dos polos sobre su viaje de la Antártida al Ártico, comenzando en 1989 y tomando 642 días de realización. Klink ayudó en la construcción del buque polar utilizado en este viaje, llamado "Paratii", inspirado en la ciudad de Paraty en el estado de Río de Janeiro, Brasil.
Amyr Klink fue la primera persona en cruzar el Atlántico Sur, saliendo de Lüderitz, Namibia, el 10 de junio de 1984 y llegando 100 días después a Salvador, Brasil, el 18 de septiembre de 1984. Su crónica 100 días entre el mar y el cielo es un informe sobre el viaje, durante el cual remó un bote pequeño con sus brazos desde las costas africanas hasta el estado de Bahía en Brasil. Las porciones de comida en este viaje fueron compactadas en paquetes de alimentos liofilizados, especialmente diseñados para él por una empresa procesadora de alimentos en Brasil.
En 2002, Klink completó una fase experimental de su proyecto titulado "Un viaje a China", un viaje por el mundo a través de un camino marítimo que nunca antes había sido explorado: el círculo polar ártico. La primera fase del proyecto se realizó con éxito entre el 30 de enero y el 6 de abril de 2002. Klink y la tripulación abandonaron el círculo polar antártico, visitando la bahía Margarida en el Mar de Bellingshausen (en el extremo sur de la Península Antártica). Desde allí, el barco se detuvo en Georgia del Sur antes de regresar a Brasil.
Amyr es hijo de un padre libanés y una madre sueca. Se mudó a Paraty cuando tenía dos años. Es miembro de la Royal Geographic Society. Se casó con Marina Bandeira en 1996 y tiene tres hijas.